# جون دينز
جون دينز (بالإنجليزية: John Deans)‏ (30 يوليو 1946 في المملكة المتحدة - ) هو لاعب كرة قدم بريطاني في مركز الهجوم. شارك مع منتخب اسكتلندا لكرة القدم. أما مع النوادي، فقد لعب مع نادي أديلايد سيتي لكرة القدم ونادي ألبيون روفرز ونادي بارتيك ثيسل ونادي سلتيك ونادي شيلبورن ونادي كارلايل يونايتد ونادي لوتون تاون ونادي ماذرويل.

## وصلات خارجية
- جون دينز على موقع قاعدة بيانات كرة القدم.إي يو (الإنجليزية)
- جون دينز على موقع ناشيونال فوتبول تيمز (الإنجليزية)